# Gynostema pětilistá
Gynostema pětilistá neboli Jiaogulan (Gynostemma pentaphyllum) je popínavá rostlina z čeledi tykvovité, jejíž původ je v oblastech jižní Číny. Je mrazuvzdorná až do –15 °C. Na zimu nadzemní části odumírají, na jaře však znovu obráží. Dá se pěstovat i v květináči. Rostlina je někdy označována jako pětilistý ženšen či jižní ženšen; s pravým ženšenem (Panax ginseng) ale příbuzná není a stejně tak nemá nic společného ani s ženšenem severoamerickým (syn. ženšen pětilistý, Panax quinquefolius).

## Léčivé účinky
Obsahuje přes 90 druhů damaranových saponinů (gypenosidů). Zhruba deset z nich je identických se ženšenovými panaxosidy. Obsahuje:
- ginsenosid Rb1 (gypenosid III)
- ginsenosid Rc
- ginsenosid Rb3 (gypenosid IV)
- ginsenosid Rd (gypenosid VIII)
- ginsenosid F2
- ginsenosid Rg3
- ginsenosid malonyl-Rb1
- ginsenosid malonyl-Rd
- gypenosidy XVII, IX a XV (totožné se saponiny Panax notoginseng)
- gypenosidy XVII a IX (totožné se saponiny Panax quinquefolium)

Široce rozšířená informace, že gynostema obsahuje vyšší koncentraci saponinů než ženšen, není v obecném měřítku pravdivá; samotné saponiny tvoří zhruba 2,4 % sušené drogy, z toho zastupují ženšenové saponiny asi čtvrtinu. Gynostema ale obsahuje i další látky, takže ji není správné vnímat jako náhradu ženšenu (slabší či silnější ženšen), ale jako léčivku s vlastním použitím.
Krom saponinů obsahuje, stopové prvky, vitamíny, aminokyseliny a bílkoviny. Po staletí lidé věří, že umí prodloužit život. V místech kde lidé pijí odvar z jejích listů, se běžně dožívají velmi vysokého věku. Posiluje činnost srdce, snižuje hladinu cukru a cholesterolu v krvi. Reguluje krevní tlak - vysoký snižuje, nízký naopak dokáže zvýšit. Uvolňuje křeče, posiluje nervový systém, stimuluje funkci jater, působí jako prevence proti rakovině.